# 2000年度電視節目欣賞指數調查
2000年度電視節目欣賞指數調查，頒獎禮於2000年頒發。

## 最高欣賞指數電視節目
- 第一位：尋找他鄉的故事III（亞洲電視）
- 第二位：鐵窗邊緣（香港電台）
- 第三位：活著就是精彩II（無綫電視）
- 第四位：深海獵奇系列（無綫電視）
- 第五位：鏗鏘集（香港電台）
- 第六位：傑出華人系列（香港電台）
- 第七位：妙手仁心II（無綫電視）
- 第八位：新聞透視（無綫電視）
- 第九位：公益開心百萬Show（無綫電視）
- 第十位：反斗英語（香港電台）
- 第十一位：兩代之間（香港電台）
- 第十二位：百鍊人生路（香港電台）
- 第十三位：人生多重彩（香港電台）
- 第十四位：星期二檔案／星期四檔案（無綫電視）
- 第十五位：最緊要健康（無綫電視）
- 第十六位：性本善（香港電台）
- 第十七位：我們是這樣長大的（香港電台）
- 第十八位：男親女愛（無綫電視）
- 第十九位：千禧回顧系列（亞洲電視）
- 第二十位：新聞／財經／天氣報告（無綫電視）

## 外部連結
- 2000年度電視節目欣賞指數調查（页面存档备份，存于）